# Urban Terror
Urban Terror, běžně označován zkratkou UrT nebo UT, je multiplayerová hra vyvinutá Silicon Ice Development (nyní známou jako FrozenSand). Jedná se o realistický mód hry Quake III Arena (id Software). Urban Terror byl vydán jako samostatná hra v roce 2007. Dnes se vyvíjí Urban Terror HD. Hra nepotřebuje instalaci a samotná je zdarma, ale FrozenSand si ponechává autorská práva. Motto hry je „fun over realism“. Urban Terror byl nominovaný v roce 2007 Mod DB Ocenění Mód Roku.

## Historie
- Urban Terror se začal vyvíjet v roce 1998.
- Beta 1.0 si rychle získala popularitu, byla představena na QuakeCon 2000.
- Beta 1.27 byla představena na podzim roku 2000.
- Beta 2.0 byla vydána v červnu roku 2001. Beat 2.0 přinesla nové textury, modely, zbraně, zvuky a mapy.
- V srpnu 2003 vyšla beta 3.0, jednalo se o kompletní grafickou revizi.
- Beta 3.7 vyšla v červenci roku 2004.
- Beta 4.0 vyšla v dubnu roku 2007.
- Aktuální verze Urban Terroru (beta 4.1) byla vydána v prosinci 2007.
- V prosinci 2010 vyšel Urban Terror HD alpha 0.1.

## Hra
Urban Terror je first-person akční týmová hra určená pro on-line hraní. Současná verze je 4.1. Je možné ji hrát pod Windows, Linux a Macintosh.
Větší realističnost tohoto módu je dána několika změnami:
- Realistické zbraně
- Zbraně mají zpětný ráz
- Střelba ze zbraní je méně přesná za pohybu
- Zbraně je potřeba přebíjet

## Zbraně a vybavení
- KaBar Next Generation Knife – nůž
- Beretta 92FS – poloautomatická pistole
- IMI .50 AE Desert Eagle – poloautomatická pistole
- Franchi SPAS-12 – brokovnice
- Heckler & Koch UMP45 – samopal
- Heckler & Koch MP5K – samopal
- Colt M4A1 – útočná puška
- Heckler & Koch HK69 – útočná puška
- ZM Weapons LR300M L – útočná puška
- Kalašnikov AK-103 – útočná puška
- Heckler & Koch G36E – útočná puška
- Heckler & Koch PSG-1 – odstřelovací puška
- Remington SR-8 – odstřelovací puška
- IMI Negev – lehký kulomet
- granát – ruční, kouřový

### Vybavení
Kevlarová vesta, helma, laserový zaměřovač, tlumič hluku výstřelu, taktické brýle, extra náboje, lékárnička

## Herní módy
Urban Terror je možné hrát v několika módech. Nejpopulárnější jsou Team Deathmatch a Capture the Flag.
Seznam módů:
- Free for All (FFA, DM)
- Team Deathmatch (TDM)
- Team Survivor (TS)
- Capture the Flag (CTF)
- Capture and Hold (CAH, C&H)
- Follow the Leader (FTL)
- Bomb Mode (BM)